# Koni
Koni è un'azienda olandese fondata nel 1857 e produttrice di sistemi sospensivi per veicoli stradali e treni.

## Storia
Fu fondata nel 1857 a Oud-Beijerland, nei Paesi Bassi, da A. de Koning. L'azienda inizialmente produceva attrezzature e accessori per cavalli e solo prima dello scoppio della seconda guerra mondiale si iniziò a dedicare agli ammortizzatori ad attrito. Dopo la guerra partì la produzione di ammortizzatori telescopici. Caratteristica peculiare della produzione Koni è la regolabilità dell'ammortizzatore, con la possibilità di modificare con semplicità lo smorzamento tramite un sistema brevettato. A metà degli anni 50, nel 1955 la KONI decise di entrare nel mondo del motorsport, dapprima partecipando ad un rally nazionale e poi come fornitore in Formula 1. Nel 1956 divenne fornitore ufficiale della Ferrari sulle vetture da corsa e su quelle stradali; il primo gran premio in cui fu fornitore ufficiale fu nel 1958. Nel 1971 la KONI fornì gli ammortizzatori alla scuderia Tyrrell Ford che vinse il campionato piloti e costruttori di F1.
Dal 1972, Koni entrò a far parte della ITT e fu quotata alla NYSE.
Proprio in Formula alla fine degli anni 50 la Koni introdusse l'ammortizzatore 8211, il primo ammortizzatore da corsa telescopico regolabile in modo completamente indipendente. Per diminuire il peso, essendo costruito in acciaio, nel 1967 fu introdotto il 8212 fatto in alluminio e montato Ford GT40 Mk1 che vinse varie edizioni della 24 ore di Le Mans. Questo ammortizzatore viene considerato il più longevo della storia della F1 essendo stato utilizzato per trentadue anni dal suo lancio fino agli anni 90.